# Barbara Patoleta
Barbara Maria Patoleta z domu Jendrzejewska – polska arachnolożka, specjalizująca się w badaniu pająków z rodziny skakunowatych, popularyzatorka nauki.

## Życiorys
Uczyła się w Liceum Ogólnokształcącym im. Marii Curie-Skłodowskiej w Rykach w latach 1984–1988. Od 1988 do 1993 roku studiowała w Wyższej Szkole Rolniczo-Pedagogicznej w Siedlcach, w 1993 roku uzyskała tytuł magistra na podstawie pracy pt. Wielkość kończyn młodzieży akademickiej Wyższej Szkoły Rolniczo-Pedagogicznej w Siedlcach, jej promotorem był Mieczysław Węgrzyn. Od 1 października 1993 roku pracowała kolejno jako asystent, adiunkt i starszy wykładowca na Uniwersytecie Przyrodniczo-Humanistycznym w Siedlcach. 
9 października 2002 roku uzyskała stopień doktora nauk biologicznych na Akademii Podlaskiej na podstawie pracy pt. Analiza zoogeograficzna faun pająków z rodziny Salticidae (Arachnida: Araneae) Wysp Pacyfiku na przykładzie Nowej Kaledonii i Fidżi, jej promotorem był Marek Żabka. 
Opisała samodzielnie oraz we współpracy z Joanną Gardzińską i Markiem Żabką 63 nowe gatunki pająków z rodziny skakunowatych, z rodzajów: Corambis, Cytaea, Diolenius, Epeus, Helpis, Jacksonoides, Lagnus, Ohilimia, Palpelius, Parahelpis, Phintella, Pristobaeus, Proszynellus (nowy rodzaj opisany razem z M. Żabką), Ptocasius, Rhondes, Rogmocrypta, Tauala, Trite, Xenocytaea. Zajmuje się także popularyzacją nauki, na Facebooku prowadzi wraz z Łukaszem Nicewiczem stronę Arachnologia, gdzie udostępnia ciekawostki o pająkach.
Należy do Polskiego Towarzystwa Taksonomicznego, Polskiego Towarzystwa Zoologicznego, Polskiego Towarzystwa Higienicznego i International Biogeography Society.